# Nejaktivnější jezdec (Tour de France)
Nejaktivnější jezdec na Tour de France je cena udělována pro nejbojovnějšího jezdce, který v průběhu většiny etap ukazuje odvahu, týmového ducha, často útočí a nastupuje. Cenu v každé etapě (kromě rychlostních zkoušek) uděluje speciální porota složené z osmi bývalých cyklistů, novinářů a organizátorů Tour. Nejbojovnější závodník etapy má na trikotu bílá čísla na červeném pozadí.

## Celkový seznam vítězů

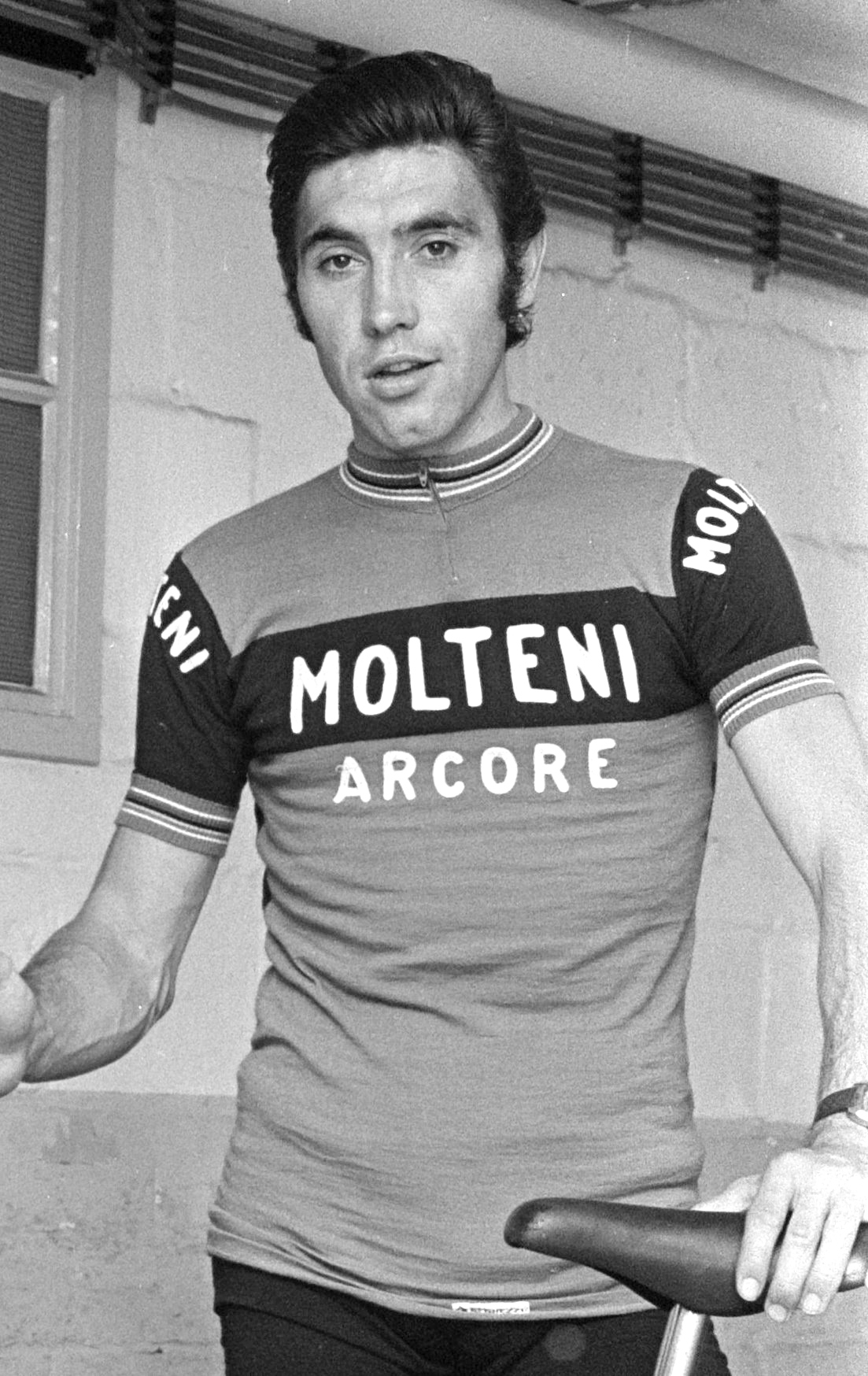
Eddy Merckx Belgie – 4× vítěz.
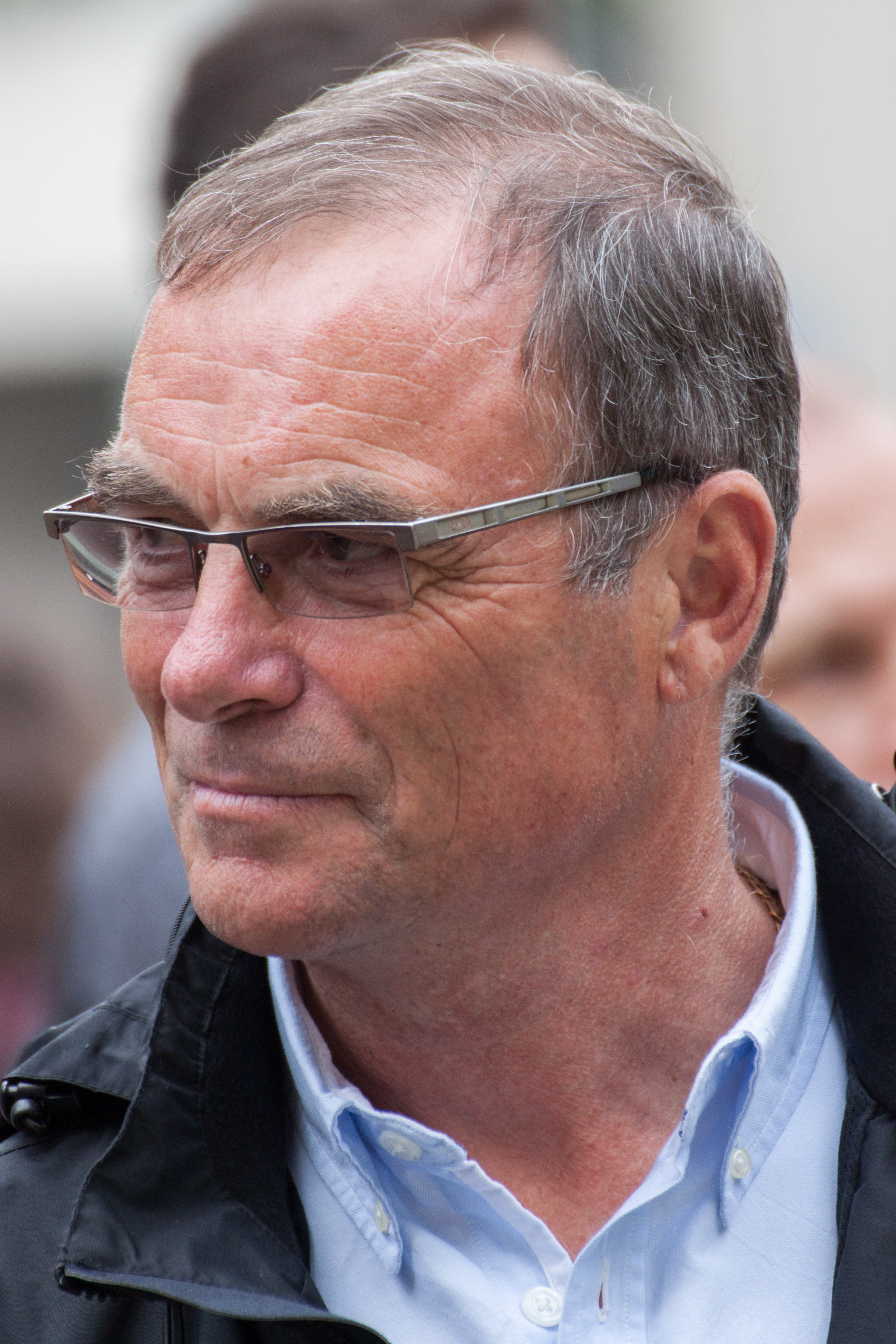
Bernard Hinault Francie – 4× vítěz.
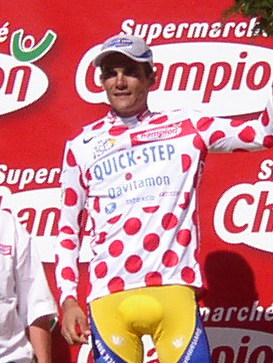
Richard Virenque Francie – 3× vítěz.

| Rok  | Cyklista              | Družstvo                    |
| ---- | --------------------- | --------------------------- |
| 1956 | André Darrigade       | Francie                     |
| 1957 | Nicolas Barone        | Île-de-France               |
| 1958 | Federico Bahamontes   | Španělsko                   |
| 1959 | Gérard Saint          | Saint Raphaël Géminiani     |
| 1960 | Jean Graczyk          | Francie                     |
| 1962 | Eddy Pauwels          | Wiel's-Groene Leeuw         |
| 1963 | Rik Van Looy          | G.B.C.-Libertas             |
| 1964 | Henry Anglade         | Pelforth-Sauvage-Lejeune    |
| 1965 | Felice Gimondi        | Salvarani                   |
| 1966 | Rudi Altig            | Molteni                     |
| 1967 | Désiré Letort         | Francie                     |
| 1968 | Roger Pingeon         | Francie                     |
| 1969 | Eddy Merckx           | Faema                       |
| 1970 | Eddy Merckx           | Faema                       |
| 1971 | Luis Ocaña            | BIC                         |
| 1972 | Cyrille Guimard       | Gan-Mercier                 |
| 1973 | Luis Ocaña            | BIC                         |
| 1974 | Eddy Merckx           | Molteni                     |
| 1975 | Eddy Merckx           | Molteni                     |
| 1976 | Raymond Delisle       | Peugeot                     |
| 1977 | Gerrie Knetemann      | TI-Raleigh                  |
| 1978 | Paul Wellens          | TI-Raleigh                  |
| 1979 | Hennie Kuiper         | Peugeot                     |
| 1980 | Christian Levavasseur | Miko-Mercier                |
| 1981 | Bernard Hinault       | Renault                     |
| 1982 | Régis Clère           | Coop-Mercier                |
| 1983 | Serge Demierre        | Cilo-Aufina                 |
| 1984 | Bernard Hinault       | La Vie Claire               |
| 1985 | Maarten Ducrot        | Kwantum                     |
| 1986 | Bernard Hinault       | La Vie Claire               |
| 1987 | Pedro Delgado         | PDM-Concorde                |
| 1988 | Jérôme Simon          | Z-Peugeot                   |
| 1989 | Laurent Fignon        | Super U-Raleigh             |
| 1990 | Eduardo Chozas        | ONCE                        |
| 1991 | Claudio Chiappucci    | Carrera Jeans-Tassoni       |
| 1992 | Claudio Chiappucci    | Carrera Jeans-Vagabond      |
| 1993 | Massimo Ghirotto      | ZG Mobili-Bottecchia        |
| 1994 | Eros Poli             | Mercatone Uno               |
| 1995 | Hernán Buenahora      | Kelme                       |
| 1996 | Richard Virenque      | Festina                     |
| 1997 | Richard Virenque      | Festina                     |
| 1998 | Jacky Durand          | Casino–Ag2r                 |
| 1999 | Jacky Durand          | Lotto-Mobistar              |
| 2000 | Erik Dekker           | Rabobank                    |
| 2001 | Laurent Jalabert      | CSC-Tiscali                 |
| 2002 | Laurent Jalabert      | CSC-Tiscali                 |
| 2003 | Alexandr Vinokurov    | Team Telekom                |
| 2004 | Richard Virenque      | Quick Step-Davitamon        |
| 2005 | Óscar Pereiro         | Phonak                      |
| 2006 | David de la Fuente    | Saunier Duval-Prodir        |
| 2007 | Amets Txurruka        | Euskaltel-Euskadi           |
| 2008 | Sylvain Chavanel      | Cofidis                     |
| 2009 | Franco Pellizotti     | Liquigas                    |
| 2010 | Sylvain Chavanel      | Quick Step                  |
| 2011 | Jérémy Roy            | FDJ                         |
| 2012 | Chris Anker Sørensen  | Team Saxo Bank-Tinkoff Bank |
| 2013 | Christophe Riblon     | Ag2r La Mondiale            |
| 2014 | Alessandro De Marchi  | Cannondale Pro Cycling      |
| 2015 | Romain Bardet         | Ag2r La Mondiale            |
| 2016 | Peter Sagan           | Team Tinkoff-Saxo           |
| 2017 | Warren Barguil        | Team Sunweb                 |
| 2018 | Dan Martin            | UAE Team Emirates           |
| 2019 | Julian Alaphilippe    | Deceuninck–Quick-Step       |
| 2020 | Marc Hirschi          | Team Sunweb                 |
| 2021 | Franck Bonnamour      | B&B Hotels p/b KTM          |
| 2022 | Wout van Aert         | Team Jumbo–Visma            |
| 2023 | Victor Campenaerts    | Lotto–Dstny                 |
| 2024 | Richard Carapaz       | EF Education–EasyPost       |

### Vítězství jednotlivců
| Stát                 | Cyklista           | Roky                   |
| -------------------- | ------------------ | ---------------------- |
| Belgie               | Eddy Merckx        | 1969, 1970, 1974, 1975 |
| Francie              | Bernard Hinault    | 1981, 1984, 1986       |
| Francie              | Richard Virenque   | 1996, 1997, 2004       |
| Španělské království | Luis Ocaña         | 1971, 1973             |
| Itálie               | Claudio Chiappucci | 1991, 1992             |
| Francie              | Jacky Durand       | 1998, 1999             |
| Francie              | Laurent Jalabert   | 2001, 2002             |
| Francie              | Sylvain Chanavel   | 2008, 2010             |

### Vítězství podle států
| Stát       | Počet | Vítězné roky |
| ---------- | ----- | --- |
| Francie    | 31    | 1956, 1957, 1959, 1960, 1964, 1967, 1968, 1972, 1976, 1980, 1981, 1982, 1984, 1986, 1988, 1989, 1996, 1997, 1998, 1999, 2001, 2002, 2004, 2008, 2010, 2011, 2012, 2015, 2017, 2019, 2021 Franck Bonnammour |
| Belgie     | 9     | 1962, 1963, 1969, 1970, 1974, 1975, 1978, 2022, 2023 Victor Campenaerts |
| Španělsko  | 8     | 1958, 1971, 1973, 1987, 1990, 2005, 2006, 2007 Amets Txurruka |
| Itálie     | 7     | 1965, 1991, 1992, 1993, 1994, 2009, 2014 Alessandro De Marchi |
| Nizozemsko | 4     | 1977, 1979, 1985, 2000 Erik Dekker |
| Švýcarsko  | 2     | 1983, 2020 Marc Hirschi |
| Německo    | 1     | 1966 Rudi Altig |
| Kolumbie   | 1     | 1995 Hernán Buenahora |
| Kazachstán | 1     | 2003 Alexandr Vinokurov |
| Dánsko     | 1     | 2012 Chris Anker Sørensen |
| Slovensko  | 1     | 2016 Peter Sagan |
| Irsko      | 1     | 2018 Dan Martin |
| Ekvádor    | 1     | 2024 Richard Carapaz |